# Wojciech Galiński
Wojciech Galiński pseud. Dziadek, Stary, Wiktor (ur. 25 marca 1888 w Łanach Małych, zm. 5 sierpnia 1970 w Zawierciu) – działacz komunistyczny.
Skończył 5 klas szkoły podstawowej w Ogrodzieńcu i zaczął pracować w młynie, a od 1903 pracował w przędzalni bawełny "Zawiercie". Od 1905 robotnik w fabryce rur i żelaza, gdzie zetknął się z działaczami SDKPiL i wkrótce wstąpił do tej partii. Kolportował prasę partyjną i brał udział w strajkach i demonstracjach robotniczych. 1909-1912 odbywał służbę w rosyjskiej armii w środkowej Azji. Od grudnia 1918 działał w KPRP; został jednym z jej najaktywniejszych działaczy w Zawierciu. 1929-1932 członek Komitetu Dzielnicowego (KD) KPP, działacz Związku Robotników Przemysłu Metalowego w Polsce, w 1931 współorganizował strajk w hucie "Zawiercie". 
Od stycznia 1932 ukrywał się przed policją poszukującą go w związku z jego działalnością komunistyczną, 21 IX 1933 został aresztowany niedaleko granicy z ZSRR i 4 VII 1934 skazany w Zawierciu na 3 lata więzienia (z zaliczeniem aresztu śledczego) za nielegalną działalność polityczną i usiłowanie nielegalnego przekroczenia granicy z ZSRR. Po wyjściu z więzienia w Mysłowicach został ponownie aresztowany 18 I 1939 i osadzony w obozie w Berezie Kartuskiej, gdzie przebywał do września 1939, później wrócił do Zawiercia i krótko ukrywał się przed Niemcami, zanim udało mu się przedostać z dwoma synami do ZSRR. 1939-1941 pracował w fabryce rowerów we Lwowie, po ataku Niemiec na ZSRR udał się do centralnej Polski i ukrywał się w powiecie miechowskim. W 1942 wstąpił do PPR. W 1945 wrócił do Zawiercia i zaczął działać w związkach zawodowych i pracować w hucie "Zawiercie" do przejścia na emeryturę w 1956. Od 1948 działacz PZPR. 
Był odznaczony m.in. Orderem Sztandaru Pracy I i II klasy.